# Gymnázium Dr. Karla Polesného
Gymnázium Dr. Karla Polesného je gymnázium, které se nachází v moravském městě Znojmě na jižní Moravě.
Je to veřejná střední škola. Byla založena roku 1919 a prvním ředitelem byl PhDr. Karel Polesný. Tato škola patří k největším ve znojemském okrese. Dopravní dostupnost z okolních obcí odpovídá úrovni dopravní obslužnosti okresního města. Na škole působí 68 stálých pedagogů, z toho jsou dva rakouští rodilí mluvčí.[zdroj?]

## Historie
| „                     | Ohlížíme-li se zpět, tož abychom si zjistili co dovede usilovná a radostná práce a tím abychom probudili zase činorodé síly k novému rozpětí vůle, k nové práci pro nové zítřky našeho národa. | “ |
| — PhDr. Karel Polesný | |   |

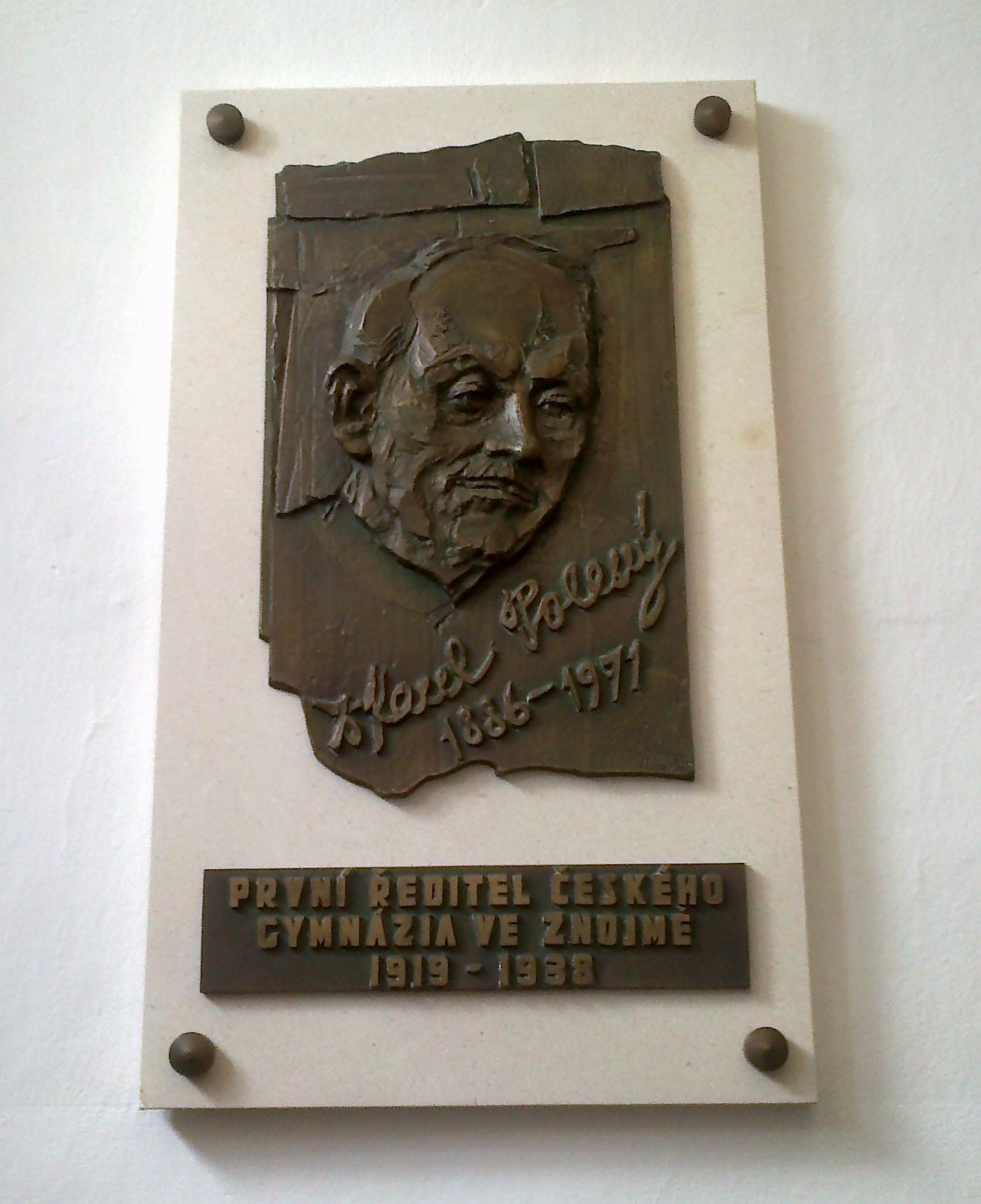
Podobizna prvního ředitele školy

Gymnázium bylo založeno roku 1919. Avšak svůj název po prvním řediteli PhDr. Karlu Polesném nese až od roku 1991. Ve stejném roce se gymnázium dohodlo s Rakouskem na zařazení bilingvního vzdělávacího programu. Tato škola se nachází v centru jihomoravského města Znojma a patřila vždy k významným místům společenského i kulturního dění. Tradičně je jedním z míst, kde se koná studentský Majáles. V roce 2020 byla škola rekonstruovaná zpět na svou původní vanilkou barvu.

## Typy studia
Jsou zde k dispozici 3 typy studia: čtyřleté, šestileté (dvojjazyčné) a osmileté. Všechny jsou zakončeny maturitní zkouškou.

### Čtyřleté studium
Je určeno pro žáky z 9. ročníků základní školy. Má maximálně dvanáct tříd – x. C, x. D, x. E. Je to všeobecně zaměřené studium s dotací na 31 vyučovacích hodin týdně v každém ročníku. Průměrná naplněnost tříd činí 30 žáků. Od druhého ročníku je možnost vybrat si z celé škály volitelných předmětů jako je latinský jazyk, španělský jazyk, konverzace z jazyka anglického, konverzace z jazyka německého, konverzace z jazyka španělského, deskriptivní geometrie, programování, semináře z dějepisu, zeměpisu, jazyka českého.
Český jazyk a literatura je povinný předmět maturitní zkoušky – písemná i ústní část. Žáci povinně studují anglický jazyk, jehož výuka je realizována ve skupinách dle pokročilosti studentů. Druhý cizí jazyk je volitelný a je to buď jazyk německý, či francouzský a je taktéž vyučován ve skupinách dle pokročilosti. Žáci si na začátku studia zvolí, zda chtějí studovat estetickou výchovu hudební či výtvarnou a v tomto studiu pokračují až do ukončení studia. Tělesná výchova je uskutečňovaná ve skupinách podle pohlaví studentů.

### Šestileté studium

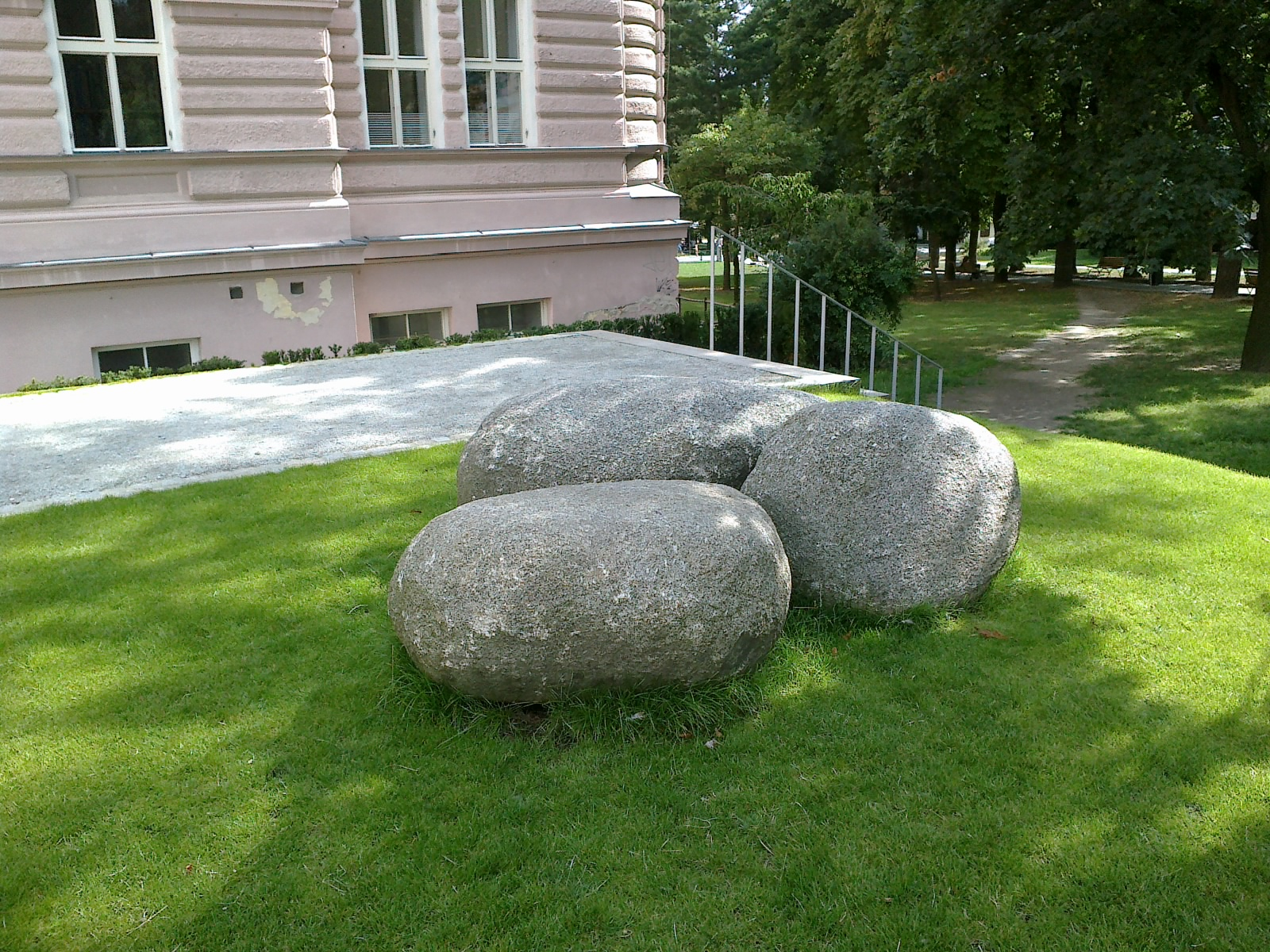
Tři balvany před školou

Toto dvojjazyčné studium se zaměřením na německý jazyk je určeno pro žáky ze 7. ročníků základních škol. Má šest tříd – x. B. Průměrná naplněnost tříd je 26 studentů. V prvním a v druhém ročníku studia je celkový počet vyučovacích hodin týdně 32, po zbylé ročníky 33 hodin.
V prvních dvou letech si žáci dokončují základní vzdělání a během této doby probíhá intenzivní výuka němčiny v rozsahu 8 a 9 hodin týdně. Maturita z německého jazyka má stejný význam jako státní zkouška z tohoto jazyka. Další čtyři roky probíhá výuka některých předmětů v německém jazyce (matematika, fyzika, zeměpis, dějepis, základy společenských věd). Také jako na čtyřletém studiu je zde nabízena řada volitelných předmětů. Toto studium je zaměřené nejen na němčinu, ale také na ostatní jazyky – v každém ročníku jsou 4 hodiny angličtiny týdně. Maturitní zkouška se koná povinně z českého jazyka (ústní a písemná), německého jazyka (ústní a písemná), matematiky (písemná v němčině), a ze dvou volitelných předmětů (ústní a písemná), z nichž minimálně jeden musí být vyučován v němčině (je možno si vybrat i ústní zkoušení z matematiky).

### Osmileté studium
Od školního roku 1996/1997 byla opakovaně otevřena tato forma studia pro nadané žáky z pátých ročníku základních škol. Má osm tříd – x. A. Průměrná naplněnost tříd činí 28 studentů. Počet hodin týdně u nižšího stupně studia činí 30 až 31 vyučovacích hodin týdně. Žáci si mohou vybrat ze dvou cizích jazyků. Ten, který si zvolí jako hlavní, bude mít hodinovou dotaci 3 hodiny týdně, vedlejší jazyk 2 hodiny týdně. Součástí vzdělávacího obsahu je i oblast Člověk a zdraví.

## Vybavení školy

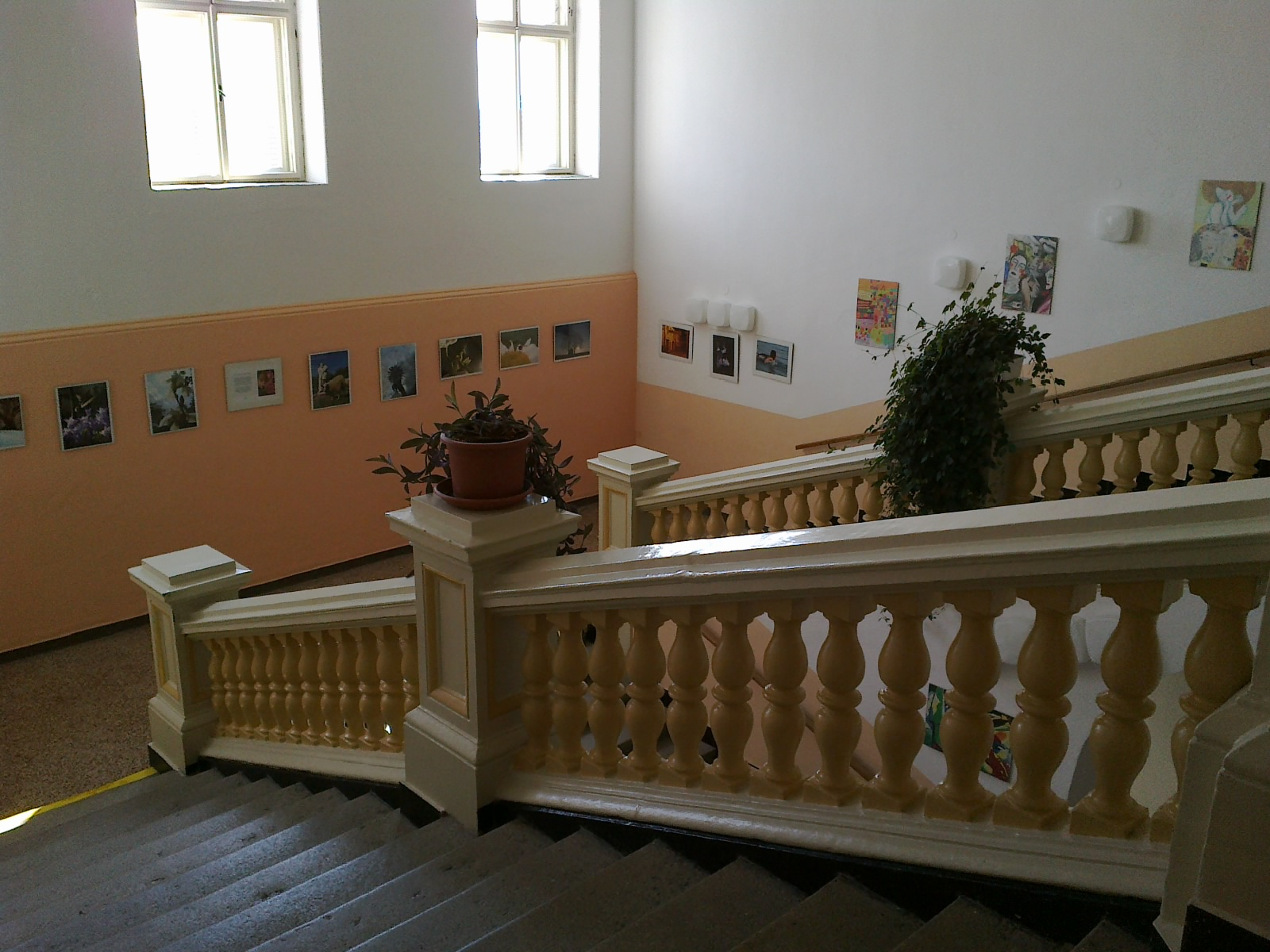
Schodiště uvnitř budovy

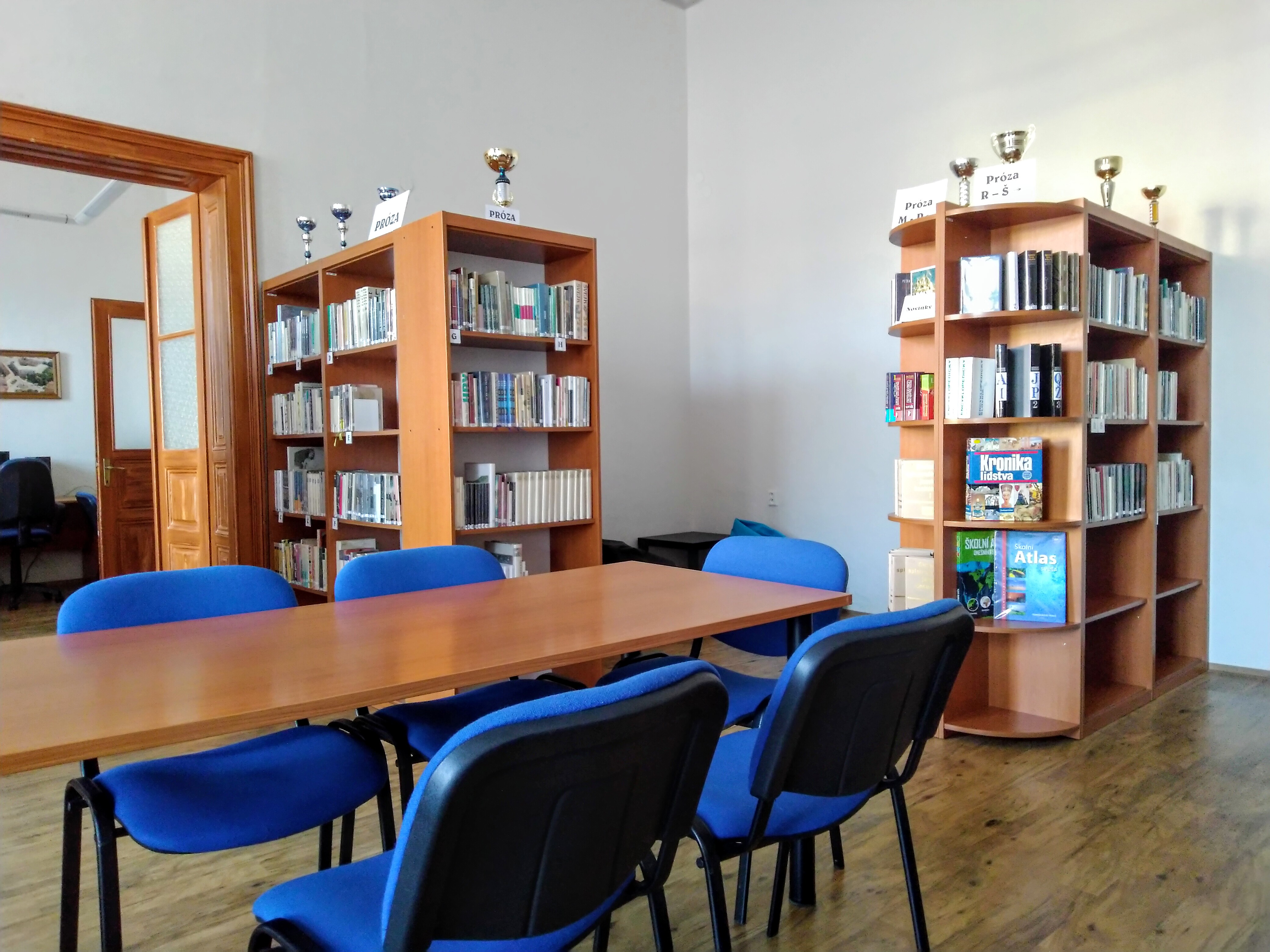
Detail studovny ve školní knihovně (školní rok 2018/2019)

Všechny podmínky školy jsou na průměrné úrovni. Pracovní prostředí je v souladu se všemi normami.
Pro výuku odborných předmětů slouží učebny chemie, fyziky, biologie, výpočetní techniky, cizích jazyků, hudební výchovy a laboratoře chemie, fyziky a biologie. Tyto učebny jsou samozřejmě vybaveny didaktickou technikou. Kmenové třídy jsou vybaveny běžným školním nábytkem a základními didaktickými pomůckami.
Výuka tělesné výchovy se realizuje ve dvou tělocvičnách a jedné posilovně, které se nachází v suterénu školy. Žáci mají k dispozici dvě učebny výpočetní techniky. Ty jsou napojeny na internet a fungují i v odpoledních hodinách a umožňují žákům jejich samostatnou přípravu na vyučování.
Také je vybudována studovna pro studenty, kde mají možnost relaxace nebo sebevzdělání a taktéž v těchto prostorách sídlí redakce školního časopisu, který se nazývá Gympl Times a vychází měsíčně. Studovna zároveň slouží jako zasedací místnost školního parlamentu.

## Pedagogičtí pracovníci

### Ředitelé

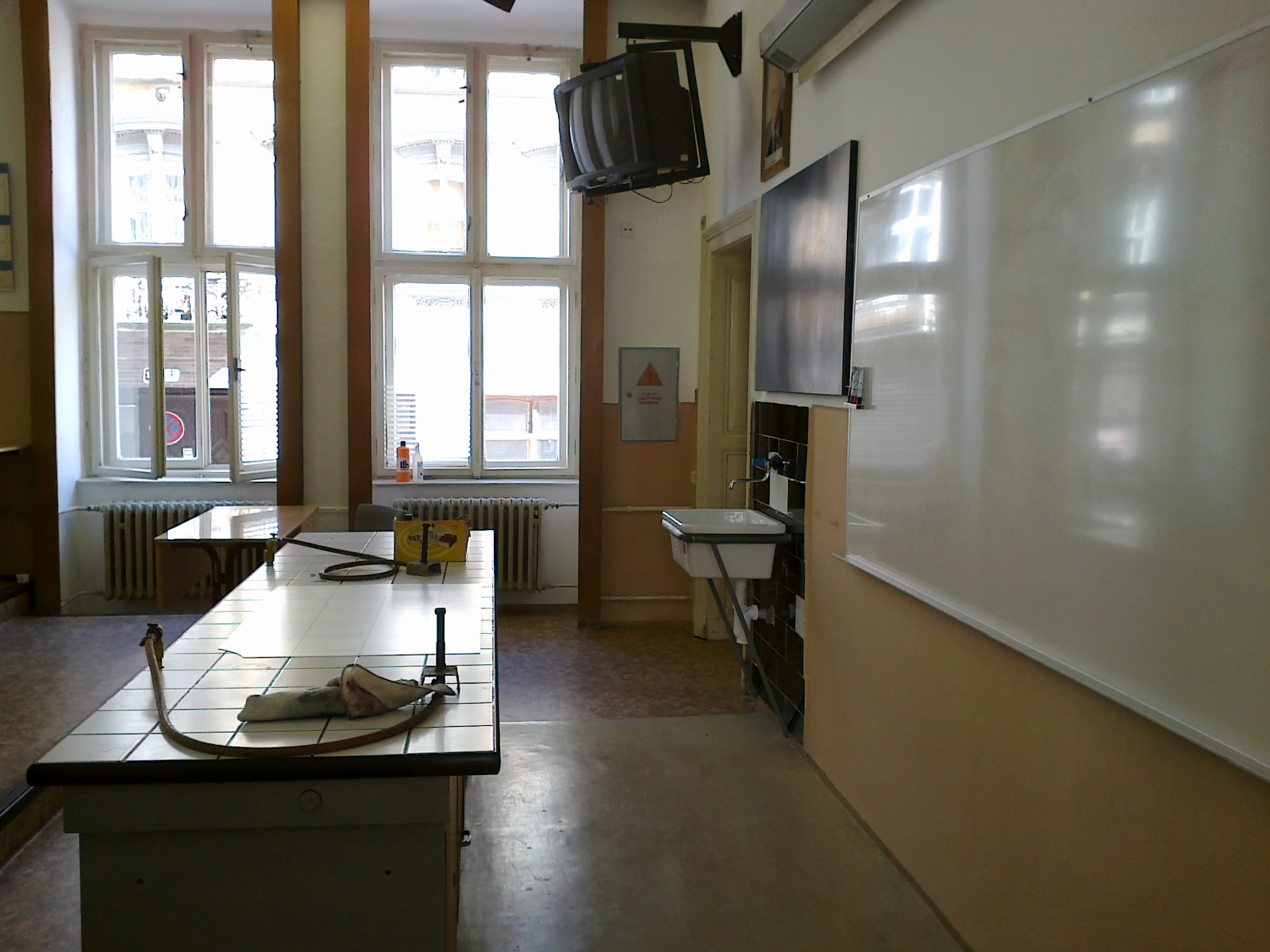
Posluchárna chemie

Od založení školy roku 1919 se na postu ředitele školy vystřídalo hned 11 mužů. Prvním ředitelem byl PhDr. Karel Polesný a stávající ředitel je RNDr. Jiří Peroutka, kterému začal ředitelský úřad roku 1998.
| Jméno                  | Od   | Do    |
| ---------------------- | ---- | ----- |
| PhDr. Karel Polesný    | 1919 | 1939  |
| Karel Radocha          | 1945 | 1948  |
| Ladislav Novák         | 1948 | 1953  |
| Oldřich Lohniský       | 1953 | 1969  |
| Miloš Cibulka          | 1969 | 1970  |
| Jaroslav Duchoň        | 1970 | 1973  |
| Svatopluk Kokrhel      | 1973 | 1986  |
| Mgr. Jaroslav Mucha    | 1986 | 1990  |
| Mgr. Josef Molín       | 1990 | 1997  |
| Ing. František Jeleček | 1997 | 1998  |
| RNDr. Jiří Peroutka    | 1998 | dosud |

### Předmětová komise

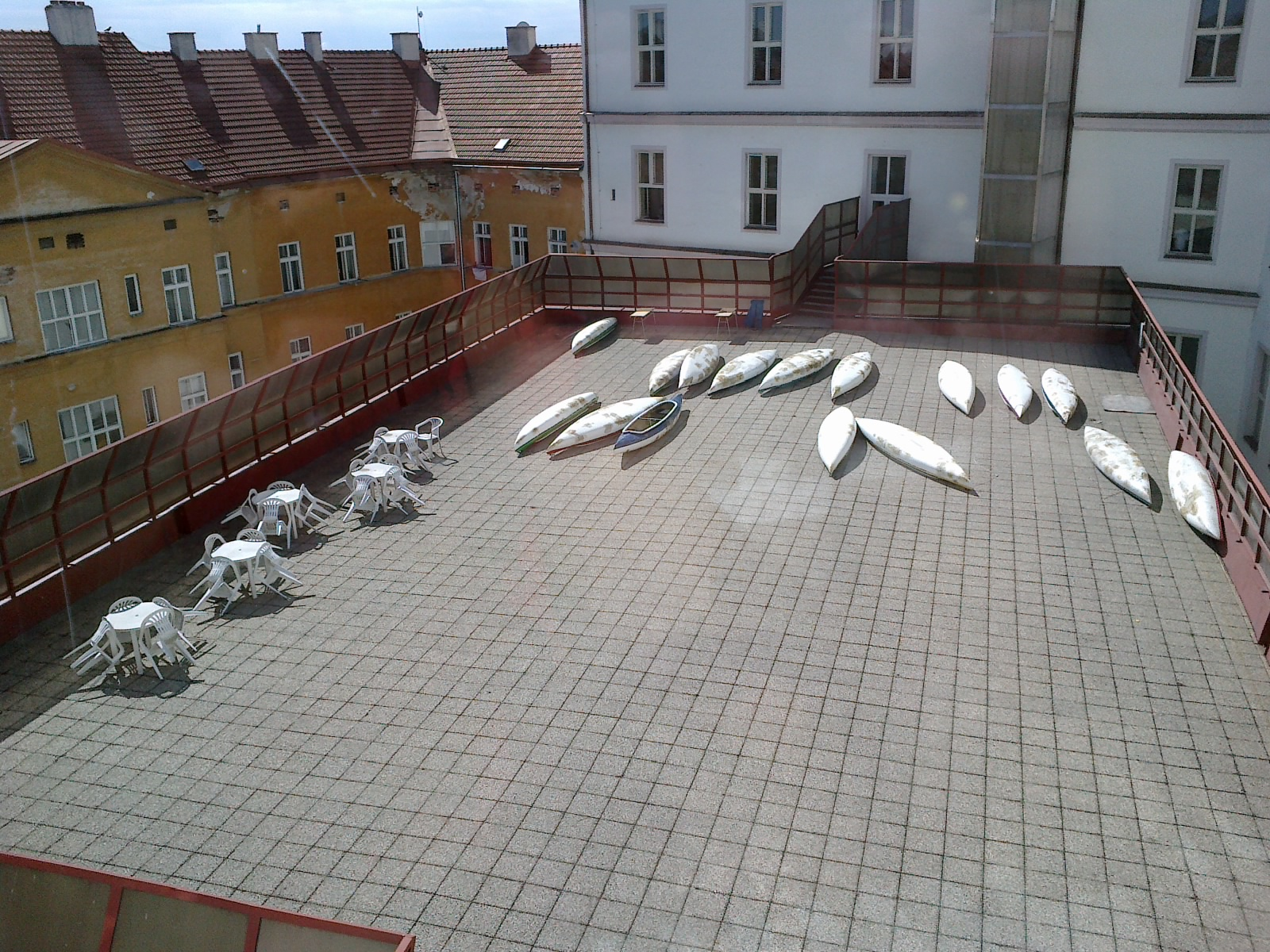
Terasa školy

Předmětovou komisi pro školní rok 2017/2018 tvoří :
- Český jazyk – předseda: Mgr. Dana Olejová
- Anglický jazyk – předseda: Mgr. Petr Novotný
- Německý jazyk – předseda: Mgr. Mgr. Jiří Padalík
- Dějepis – předseda: Mgr. Ladislava Rivolová
- Základy společenských věd – předseda: Mgr. Zdeňka Šobová
- Zeměpis – předseda:  Mgr. Marcela Mittnerová
- Matematika – předseda: Mgr. Daniel Nechvátal
- Fyzika – předseda: Mgr. Miroslav Seménka
- Chemie – předseda: Ing. Eva Štruncová
- Biologie – předseda: Mgr. Monika Jurášková
- Informatika a výpočetní technika – předseda: Ing. Luboš Langer
- Estetická výchova – předseda: Mgr. Dana Štimplová
- Tělesná výchova – předseda: Mgr. Miroslava Kubíčková

## Jídelna

### Stravování studentů
Pro studenty je zajištěno stravování v budově školy. Jídelna, která sestává ze dvou místností, se nachází v suterénu školy a je plně vybavena a má také dostatečnou kapacitu. Student svůj oběd uskutečňuje po vyučování, v případě odpoledního vyučování je studentům poskytnuta volná hodina, během niž mohou oběd uskutečnit. Studenti též obědvají během přestávek mezi dvěma vyučovacími hodinami, za což jsou neprávem kritizováni.[zdroj?] V místnosti jídelny je zajištěn dozor vyučujícího z důvodu plynulého výdeje jídel. Studenti mají možnost výběru ze dvou jídel. Jídlo určené číslem 1 je většinou masité jídlo. Jídlo číslo 2 je většinou bezmasé jídlo. Polévku si každý student může nabrat sám z předem určených nádob a nápoje jsou zajištěny v podobě sirupů, čajů či mléka. Je zde možnost návštěv cizích strávníků. Cena oběda pro studenty činí 45 Kč.

### Stravování veřejnosti
Od roku 2018 škola nabízí možnost stravování široké veřejnosti ve školní jídelně. Podle vyjádření školy se jedná o možnost levného a kvalitního stravování. Výdej obědů pro veřejnost probíhá v době od 11:30 do 14:15. Opět je možný výběr ze dvou jídel. Dále oběd obsahuje polévku, nápoj a podle situace i ovoce. Stravování veřejnosti probíhá v místnosti školní jídelny, eventuální je i odběr obědů do jídlonosičů. Cena obědů pro veřejnost činí 86 Kč. Platba je možná bezhotovostně inkasem. K výběru oběda slouží školní webové stránky.

## Školní akce

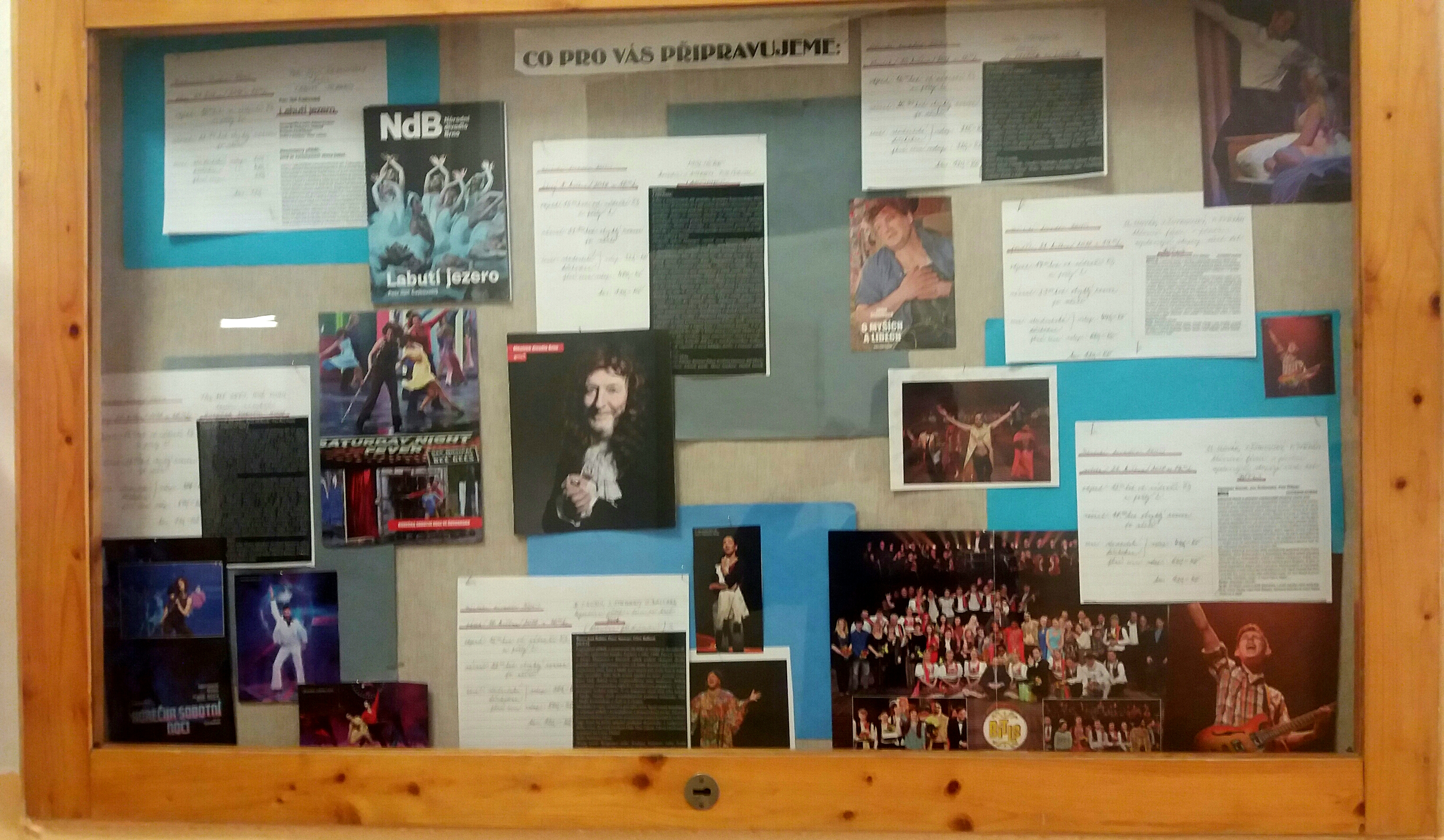
Nástěnka divadel na květen 2018

Tato škola pořádá během roku různé akce:
- výměnné pobyty v Nizozemsku, Německu, Švýcarsku či Rakousku (hlavně na dvojjazyčném studiu)[16]
- den otevřených dveří [17]
- letní sportovní kurzy (cyklistický nebo vodácký)[18]
- zimní sportovní kurzy (v ČR nebo v Alpách)[19]

V červnu obvykle jezdí třídy na různé jednodenní exkurze.

### Divadla
Během celého školního roku je možno, díky pedagožce českého jazyka Ladislavě Rivolové, každý měsíc jezdit na divadelní představení či muzikál do Městského divadla Brno nebo do jiných brněnských divadel. Na škole se také pořádají besedy s herci Městského divadla Brno.

#### Zhlédnuté inscenace a koncerty (výběr)
- Evangelium o Marii – Městské divadlo Brno[21]
- Horečka sobotní noci – Městské divadlo Brno[22]
- Vánoční koncert herců Městského divadla Brno 2015 – Městské divadlo Znojmo[23]
- Jarní charitativní koncert herců Městského divadla Brno 2016 – Městské divadlo Znojmo[24]
- Vánoční charitativní koncerty herců Městského divadla Brno 2017 – Městské divadlo Znojmo[25]
- Jarní muzikálový koncert Aleše Slaniny a jeho hostů 2018 – Městské divadlo Znojmo[26]
- Vánoční muzikálový koncert Aleše Slaniny a jeho hostů 2023 – Městské divadlo Znojmo[27]
- Jarní muzikálový koncert Aleše Slaniny a jeho hostů 2024 – Městské divadlo Znojmo[28]
- Vánoční muzikálový koncert Aleše Slaniny a jeho hostů 2024 – Městské divadlo Znojmo[29]
- Jarní muzikálový koncert Aleše Slaniny a jeho hostů 2025 – Městské divadlo Znojmo[30]
- Monty Python's Spamalot – Městské divadlo Brno[31]
- Ostrov pokladů – Městské divadlo Brno[32]
- Představ si – Městské divadlo Brno[33]
- Sněhurka a sedm trpaslíků – Městské divadlo Brno[34]
- Limonádový Joe – Městské divadlo Brno[35]
- TITANIC – Městské divadlo Brno[36]

### Studentský parlament
Každá třída má právo mít v tomto parlamentu jednoho poslance. Tento poslanec má právo získat všechny potřebné podklady pro výkon jeho mandátu. Cíl tohoto parlamentu je všestranná podpora vzdělávací, výchovné a zájmové činnosti. Orgány parlamentu jsou předseda, 1. místopředseda a místopředseda. Funkcionáři parlamentů se volí na jeden rok a to většinovým systémem.

### Školská rada
Školská rada se skládá z devíti osob: předsedy (k prosinci 2024 Daniel Nechvátal), místopředsedy a dalších sedmi členů. Schází se podle potřeby nejméně však dvakrát za rok. Usnáší nadpoloviční většinou při schvalování výroční zprávy, školního řádu a pravidel hodnocení výsledků žáků. Má povinnost informovat alespoň jednou ročně zákonné zástupce nezletilých žáků a pedagogické pracovníky o své činnosti za uplynulé období.

### Partnerské školy a instituce
- Ministerstvo školství Rakouské republiky – spolupráce na projektu bilingvního vzdělávání
- Gymnázium Horn (Rakousko) – studentské jazykové výměny, workshopy
- Gymnázium Hollabrunn (Rakousko) – studentské jazykové výměny, workshopy
- Gymnázium Graz (Rakousko) – studentské jazykové výměny, workshopy
- Gymnázium Wien (Rakousko) – studentské jazykové výměny, workshopy
- Základní škola v Drosendorfu (Rakousko) – výměnný týdenní jazykový pobyt
- Gymnázium Trento (Itálie) – výměnný týdenní jazykově-poznávací zájezd
- Gymnázium Solothurn (Švýcarsko) – výměnný týdenní jazykově-poznávací zájezd
- Gymnázium Harderwijk (Nizozemsko) – výměnný týdenní jazykově-poznávací zájezd
- Gymnázium Geislingen (Německo) – výměnný jazykově-poznávací pobyt[41]

## Klasifikace
Na této škole je běžná klasifikace známkami. Je také možno, po konzultaci používat při klasifikaci bodový systém, avšak vyučující je povinen tuto skutečnost oznámí studentům na začátku klasifikačního období. Na začátku klasifikačního období učitel sdělí žákům kritéria pro stanovení klasifikace v daném předmětu. Kontrolní písemné práce musí učitel rozvrhnout rovnoměrně do celého školního roku tak, aby nedocházelo k nadměrnému hromadění písemných prací v určitých obdobích. Písemné práce je nutno archivovat do konce daného školního roku.
O své klasifikaci jsou žáci informováni na webových stránkách školy. Je nutno znát svůj login a heslo. Samostatně se mohou přihlašovat studenti, zákonní zástupci i učitelé.